# Charles W. Fairbanks
Pour les articles homonymes, voir Fairbanks.
Charles Warren Fairbanks, né le 11 mai 1852 à Unionville Center (Ohio) et mort le 4 juin 1918 à Indianapolis (Indiana), est un homme politique américain. Membre du Parti républicain, il est sénateur de l'Indiana entre 1897 et 1905 puis vice-président des États-Unis entre 1905 et 1909 dans l'administration du président Theodore Roosevelt,,,.

## Biographie
Charles Fairbanks est d'abord journaliste avant de devenir avocat en 1874, inscrit au barreau de l'Ohio puis de l'Indiana.
En 1897, il est élu au Sénat des États-Unis en tant que républicain et réélu en 1902.
Lors de l'élection présidentielle de 1904, il est élu vice-président sur le ticket républicain aux côtés de Theodore Roosevelt et exerce cette fonction du 3 mars 1905 au 3 mars 1909. En tant que vice-président, Fairbanks a travaillé contre les politiques progressistes de Roosevelt. Fairbanks chercha sans succès l'investiture républicaine à la Convention nationale républicaine de 1908 et soutint William Howard Taft en 1912 contre Roosevelt.
Lors de l'élection présidentielle de 1916, il se présente une nouvelle fois pour le poste de vice-président au côté de Charles E. Hughes. Ils sont battus par le ticket démocrate formé par le président sortant Woodrow Wilson et Thomas R. Marshall.
Charles Fairbanks retourne à Indianapolis où il meurt le 4 juin 1918. Il est enterré au cimetière de Crown Hill.
La ville de Fairbanks en Alaska a été baptisée en son honneur.